# نان ساجی

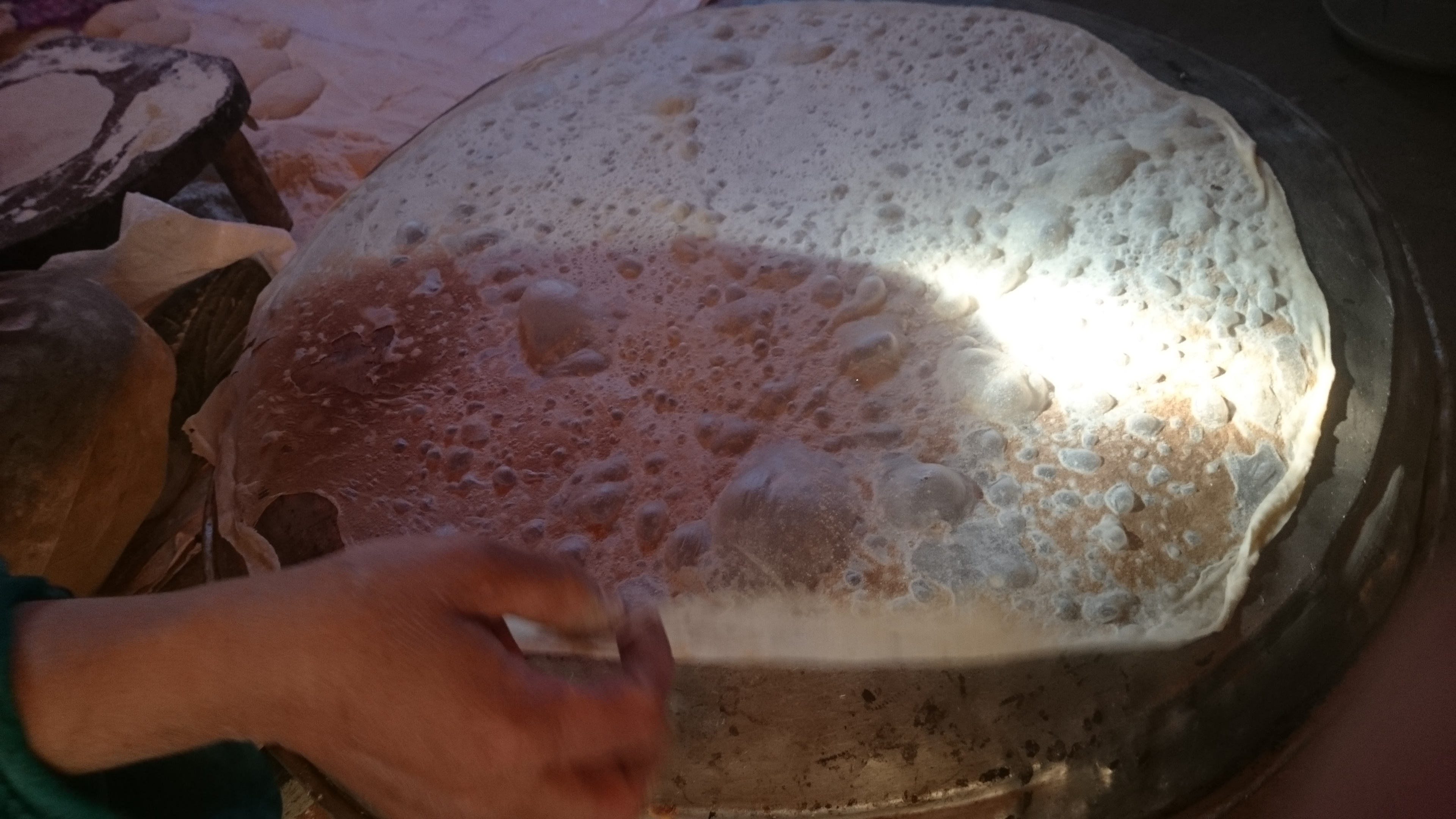
نگاره‌ای از پخت نان ساجی کردی بر روی ساج (در روستای کلور)

نان ساجی نوعی نان پهن گرد است که پخت آن در کردستان متداول است. نان ساجی بر روی یک صفحه چدنی گرد و محدب به نام «ساج» پخته می‌شود. نان ساجی انواع مختلفی دارد و به گونه و اندازه‌های مختلف از جمله نان تیری، نان تپ‌تپی، ته‌کِلِه‌ایی و فه‌تیره پخته می‌شود.
از آنجایی‌که نان ساجی با حرارتِ غیرمستقیم آتش پخته می‌شود و آتشِ آن نیز معمولاً از هیزم و مواد غیرشیمیایی می‌باشد از «سالم‌ترین و طبیعی‌ترین نان‌ها» به‌شمار می‌رود. این نان در میان مردم، کرد در استان‌های کرمانشاه، لرستان، ایلام، کردستان، آذربایجان غربی، خوزستان و استان فارس پخته می‌شود.